# Crestview (Florida)
Crestview è una città degli Stati Uniti d'America situata in Florida, nella Contea di Okaloosa, della quale è il capoluogo.